# Guitare fretless
 (janvier 2016).
Si vous disposez d'ouvrages ou d'articles de référence ou si vous connaissez des sites web de qualité traitant du thème abordé ici, merci de compléter l'article en donnant les références utiles à sa vérifiabilité et en les liant à la section « Notes et références ».

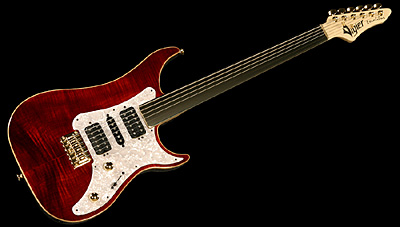
Guitare électrique fretless Vigier Surfreter.

Une guitare fretless est une guitare dont le manche est dépourvu de frettes (le terme anglais fretless signifie « sans frettes »). Les guitares fretless sont peu courantes par rapport aux guitares traditionnelles avec des frettes.

## Guitaristes fretless

### Dans lerock
- Maartin Allcock
- Adrian Belew (King Crimson) sur Three of a Perfect Pair[1]
- Matthew Bellamy (Muse) utilise une guitare fretless avec sa Casinocaster (guitare à double manches), notamment quand il joue Resistance et Uprising en concert[1]
- John Cale utilise une guitare fretless sur son album Stainless Gamelan (1965)
- Ned Evett (en), décrit comme la « première rock star fretless », inventeur d'un manche en verre en 1997[2],[3].
- David Fiuczynski
- John Frusciante (Red Hot Chili Peppers), notamment sur l'album Blood Sugar Sex Magik[1]
- Nigel Gavin (en)
- Guthrie Govan[4]
- Aziz Ibrahim (en)
- Tom Monda de Thank You Scientist (en), notamment sur Terraformer[1]
- Rick Nielsen (Cheap Trick)
- Rambo Amadeus
- Lou Reed, pour sa guitare Ostrich
- Sugizo (ex Luna Sea) possède plusieurs guitares fretless, dont une à trois manches (la triple neck[5], fabriquée par ESP Guitars)
- Andy Summers (The Police), sur Driven to Tears[1]
- Dweezil Zappa
- Frank Zappa utilise de temps en temps une guitare fretless dans ses albums au début des années 1970, notamment sur Torture Never Stops[1]

### Dans lejazz
- Marc Ducret, notamment sur les albums Kodo et Gris
- Issei Noro (en)
- Sylvain Luc utilise une guitare Godin (luthier) Multiac Fretless notamment sur l'album Ambre.
- Pat Metheny
- Yannick Robert

### Dans lemetal
- Ron Thal (Bumblefoot) est particulièrement réputé pour sa maitrise de la guitare fretless, ainsi que pour ses inventions techniques (harmoniques glissées…). Il utilise principalement une guitare double manche (frettée et fretless) Vigier[6],[4].

« Avec la fretless, on peut obtenir des sont intéressants, trainants, graves, caverneux… La fretless peut vous amener à trouver des différents riffs que vous n'auriez pas imaginé avec une guitare frettée. Ce n'est pas qu'un gadget, et c'est la moitié de ma musique. »

— Bumblefoot, 2020.
- Steve Vai, notamment sur An Earth Dweller's Return[1]. Sa guitare à trois manches est en partie fretless[7].
- Karl Sanders (en)

### Autres genres
- Aminoss utilise une guitare Godin (luthier) Multiac Fretless notamment sur le titre Liyam.
- Benn Jordan
- Shawn Lane jouait sur une guitare fretless Vigier
- Erkan Oğur